# Гарсия, Марио (футболист, 1999)
Марио Валентин Гарсия Фернандес (исп. Mario Valentín García Fernández; род. 8 сентября 1999, Пунта-дель-Эсте, Мальдонадо) — уругвайский футболист, полузащитник клуба «Прогресо».

## Карьера

### «Серро»
Воспитанник футбольный академий уругвайских клубов «Феникс» и «Бостон Ривер». В январе 2020 года футболист перешёл в клуб «Серро». Дебютировал за клуб 15 февраля 2020 года в матче против клуба «Пеньяроль», выйдя на поле в стартовом составе. Футболист быстро смог закрепиться в основной команде клуба. Свой дебютный гол за клуб футболист забил 7 февраля 2021 года в матче против клуба «Прогресо». На протяжении сезона футболист успел отличился за клуб 2 забитыми голами и результативный передачей. В апреле 2021 года покинул клуб.

### «Рентистас»
В апреле 2021 года футболист на правах свободного агента перешёл в уругвайский клуб «Рентистас». Дебютировал за клуб футболист 22 апреля 2021 года в матче Кубка Либертадорес против аргентинского клуба «Расинг». Первый матч в чемпионате футболист сыграл 16 мая 2021 года против «Феникса», выйдя на поле в стартовом составе. По итогу группового этапа Кубка Либертадорес футболист вместе с клубом занял последнее место и не вышел в следующую стадию. На протяжении сезона футболист был в клубе игроком замены, результативными действиями не отличившись.

### «Прогресо»
В январе 2021 года футболист перешёл в уругвайский клуб «Прогресо», вместе с которым стал выступать во Втором дивизионе. Дебютировал за клуб 20 марта 2022 года в матче клуба «Ла-Лус», выйдя на поле в стартовом составе. Первым результативным действием за клуб футболист отличился 25 марта 2022 года в матче против клуба «Серро», отдав голевую передачу. Дебютный гол за клуб футболист забил 31 августа 2022 года в матче Кубка Уругвая против клуба «Данубио». Свой первый гол в чемпионате футболист забил 3 сентября 2022 года в матче против клуба «Атенас». На протяжении сезона футболист был в клубе одним из ключевых игроков клуба, отличившись 2 забитыми голами и 2 результативными передачами.
Новый сезон футболист начал 5 марта 2023 года с матча против клуба «Уругвай Монтевидео», выйдя на поле в стартовом составе. В своём следующем матче 10 марта 2023 года против клуба «Атенас» футболист отличился первым в сезоне забитым голом и результативной передачей. В июне 2023 года футболист пролил контракт с уругвайским клубом до конца 2024 года. По итогу сезона футболист вместе с клубом стал серебряным призёром чемпионата, получив прямое повышение в высший дивизион. Всего же за сезон футболист успел отличиться 4 забитыми голами и 5 результативными передачами во всех турнирах.

#### Аренда в «Шериф»
В декабре 2023 года футболист на правах арендного соглашения перешёл в молдавский «Шериф». Вскоре уругвайский клуб официально подтвердил переход футболиста на правах аренды. В январе 2024 года футболист был официально представлен в молдавском клубе. Дебютировал за клуб футболист 3 марта 2024 года в четвертьфинальном матче Кубка Молдавии против кишинёвской «Виктории», выйдя на поле в стартовом составе. Дебютный матч в чемпионате футболист сыграл 21 апреля 2024 года против клуба «Дачия-Буюкань», выйдя на замену на 84 минуте.